# 王婉諭
王 婉諭（おう えんゆ、Wang Wan-yu）、1979年4月26日 - ）は、中華民国（台湾）の政治家、エンジニア。時代力量所属の立法院立法委員（第10期）。

## 経歴
国立台湾大学地質科学学士、南カリフォルニア大学材料科学系修士。新竹科学園区開発エンジニア。
2016年に発生した内湖無差別殺人事件の被害者遺族であり、2020年には時代力量を代表して第十回立法委員選挙に立候補した。時代力量の比例代表名簿に3位で登録され、2020年1月11日に選出された。